# Système de désignation des avions militaires britanniques
Le système de désignation des avions militaires britanniques est utilisé pour différencier les différents appareils opérant dans les forces armées aériennes britanniques. 
Depuis la fin de la Première Guerre mondiale, les avions britanniques sont désignés par un nom (par exemple « Spitfire ») avec une mention « mark » suivie d'un numéro, contrairement au système américain où l'avion est d'abord désigné par une lettre ou un chiffre. 
Les désignations d'appareils (par exemple : Spitfire mark V) ne doivent pas être confondues avec le numéro de série utilisé pour identifier un seul avion (par exemple : « XR220 »), ni avec la désignation d'appareil américain (par ex : « C-5 », « C-17 », « MQ-9 ») ou avec la marque de l'usine (par exemple : S-58, Jaguar B, WS-61, AW139, WAH-64, Lynx Mk.21A). 
Aucun système de désignation n'a été introduit pendant la Première Guerre mondiale. L'amirauté se référait fréquemment au premier design de chaque série d'appareils pour les juger aptes ou non au service. 

## Le système de désignation militaire
Dans ce système en vigueur depuis la fin de la Première Guerre mondiale, chaque avion possède sa désignation, à savoir un nom, quelquefois son rôle et enfin la mention mark avec son numéro. 
Un système officiel unifié voit le jour en février 1918, créé par le ministère des Munitions : le schéma voulait que chaque appareil eût un nom en lien avec son rôle. Les chasseurs porteront des noms d'animaux, de plantes ou de minéraux, les bombardiers, des noms géographiques, tandis que les machines les plus lourdes auront des noms de personnages issus de la mythologie. Les classes seront ensuite divisées en fonction de la taille de l'avion et de leur base (sur terre ou sur mer). Par exemple, les chasseurs à trois opérateurs de l'aéronavale seront nommés d'après des noms de crustacés ou de coquillages, les bombardiers à siège unique basés sur terre auront pour noms des villes italiennes. 
Avec la naissance de la Royal Air Force, le 1er avril 1918, le ministère des Munitions introduit un nouveau système, reprenant beaucoup d'éléments du schéma de février, mais certains noms déjà utilisés par des moteurs seront exclus, comme les rapaces utilisés par les moteurs Rolls-Royce. Les noms relatifs à la zoologie, la géographie et à la mythologie seront abandonnés en 1927 et le ministère de l'Air introduira des noms composés d'initiales reprenant leur rôle (par ex. : C pour Troop Carriers ou transport de troupe) visible par exemple sur le Handley Page Clive (Clive car le C fait référence à son rôle de Troop Carriers). Quelques changements en 1932 et 1939 entraînent des choix de noms plus appropriés. Les chasseurs seront généralement des mots faisant référence à la vitesse, l'activité ou l'agressivité tandis que pour les avions d'entraînement on choisira des mots faisant référence à l'éducation ou aux endroits d'enseignement.
Les bombardiers devaient être nommés d'après des noms des villes de l'Empire britannique, c'est le cas du Avro Lancaster et du Fairey Battle. Lorsque les hélicoptères arrivèrent, ils devaient être nommés par des noms d'arbre, mais seul le Bristol Sycamore respecte ce schéma. 

### Noms
Le nom d'un avion est issu de l'accord entre le ministère de l'air ou de l'amirauté et le constructeur lors de la commande. Les noms suivaient généralement un ou plusieurs modèles. 
- L'allitération était particulièrement commune : les avions de chez Vickers-Armstrongs reçoivent des noms commençant par V, chez Hawker-Aircraft ils commencent par H, etc. Cette tendance commence pendant la Première Guerre mondiale quand les constructeurs nommèrent leurs avions avec une paire de lettres (la plupart du temps en référence à leur nom) ; Boulton Paul Ltd utilise « Bo ». Ajoutez à cela le fait que chaque chasseur devait avoir un nom d'oiseau ou d'insecte, leur premier chasseur « fait maison » sera nommé Boulton Paul « Bobolink » (ou Goglu des prés). Pour les bombardiers il fallait ajouter un nom de lieu, d'où le nom Boulton Paul Bourges. Les chasseurs contemporains seront le Airco Amiens, le Vickers Vimy (Bourges, Amiens et Vimy sont toutes des villes françaises).

- Les bombardiers lourds reçoivent des noms de ville : le Short Stirling, le Avro Lancaster, le Handley Page Hallifax ; tout comme les avions de transports Avro York, Vickers Valetta, Handley Page Hastings, Blackburn Beverley.
- Les bateaux volants reçoivent des noms de localité côtière ou de port : Saro London, Supermarine Stranraer, Short Sunderland.
- Les avions de patrouille maritime basés sur terre ferme sont nommés en fonction d'explorateurs : Avro Anson (George Anson), Lockheed Hudson (Henry Hudson), Avro Shackleton (Ernest Shackleton), Bristol Beaufort (Francis Beaufort).
- Les avions de liaisons et les planeurs sont nommés d'après des dirigeants légendaires ou mythologiques : Westland Lysander, Airspeed Horsa, General Aircraft Hamilcar, Slingsby Hengist. Par ironie les noms Hengist et Horsa seront donnés, ils correspondent à des héros semi-légendaires germaniques ayant envahi les îles Britanniques au Ve siècle.
- Les avions américains, issus d'un achat ou du programme prêt-bail, recevront des noms sur le thème américain, le Martin Baltimore (du nom de la ville), le Consolidated Catalina (du nom de l'île). Les services américains à l’exception de l'US Navy n'ont pas l'habitude de donner des noms supplémentaires à leurs appareils. Mais beaucoup des noms choisis par les anglais entreront en vigueur chez les américains ; par exemple ce sont les anglais qui ont donné le nom de « Mustang » au P-51. Les avions de l'US Navy qui possédaient déjà un nom à l'image du Grumman F4F Wildcat seront eux aussi renommés, ici en Grumman F4F mk.1, mais ces noms ne rentreront jamais en vigueur chez les services américains, et encore moins dans l'US Navy.
- Les versions navales d'appareils qui ne sont pas directement commandées par la FAA (Fleet Air Arm), ayant donc reçu une modification postérieure pour l’appontage, recevront le suffixe « Sea » (mer), à l'image du Hawker Sea Hurricane ou du de Havilland Sea Venom, tandis que le Supermarine Spitfire aura le nom Seafire, une contraction de Sea et Spitfire. Parfois il n'y a que la version navale d'un modèle qui entre en service sans version terrestre, comme pour le Hawker Sea Fury ou le de Havilland Sea Vixen.
- Les avions à destination de la FAA et commandés par celle-ci dès la conception prennent des noms nautiques, par exemple : Supermarine Walrus, Blackburn Roc, Fairey Gannet. Les bombardiers-torpilleurs prennent des noms de poisson, tels que : Blackburn Shark, Fairey Swordfish, Fairey Barracuda. Les noms mythologiques, particulièrement ceux ayant un rapport avec l'eau, sont eux aussi communs, Blackburn Iris (du nom de la déesse de la mer et des cieux) ou Hawker Siddeley Nimrod et le Hawker Nimrod (tous deux du nom du héros biblique Nimrod). Nimrod mis à part, beaucoup de chasseurs navals prennent des noms d'oiseau, comme le Fairey Flycatcher (Moucherolle vert), le Fairey Fulmar (Fulmar), le Blackburn Skua (Labbes) et, bien évidemment, le Grunman Martlet (Merle à tête grise).
- Les avions d’entraînement ont, eux, des noms relatifs à des académies, Airspeed Oxford, North American Harvard, Boulton Paul Balliol, Fairchild Cornell. Les avions américains recevront des noms d'universités américaines à l'image de Harvard ou de Cornell. Des noms désignant des enseignants seront aussi donnés, de Havilland Dominie, Percival Provost, Miles Magister, Percival Proctor.
- Les avions conçus dans un but spécifique, mais ayant évolué changent très rarement de nom, à l'image du Avro Anson (conçu comme avion de patrouille navale d'où le nom de Anson, premier Lord de l'amirauté, il sera un avion d'entraînement, néanmoins il ne prit ni le nom d'une école ni un nom désignant un enseignant) ou du Armstrong Whitworth Albemarle (mis en chantier comme bombardier moyen, il servira comme avion de transport pour les missions spéciales). Par contre, un changement important dans la conception d'un avion peut entraîner un changement de nom, c'est par exemple le cas pour le Avro Manchester qui après sa transformation en quadrimoteur sera renommé Avro Lancaster, il sera encore renommé Avro Lincoln après une importante série de modifications. Il est à noter que le Avro Lincoln avait plus en commun avec le Avro Manchester, que le dernier modèle de Sptifire n'en avait avec ses anciennes versions, ce n'était donc pas très cohérent.
- Certains fabricants associent eux-mêmes une série de noms évocateurs à leurs appareils, à l'image de Hawker : Hurricane (Ouragan), Typhoon (Typhon), Tornado (Tornade), Tempest (Tempête).
- Les avions civils retenus pour le service gardent le plus souvent leur nom ou leur désignation alphabétique ou numérique, comme pour le Vickers VC10 (qui s'appelait VC-10 dans le civil) ou le Lockheed Tristar (qui s'appelait TriStar dans le civil).

La nomenclature commence à changer juste après la Seconde Guerre mondiale avec l'arrivée des bombardiers à empennage en V comme le Supermarine Scimitar. Les trois jets, bombardiers lourds, à aile en angle de flèche de la RAF seront désignés par des noms commençant par la lettre V : le Vickers Valiant, le Avro Vulcan et le Handley Page Victor. 

### Les préfixes des différents rôles
Les préfixes de rôle utilisés : 
| Prefixe | Description                                                                           | Exemple                        |
| ------- | ------------------------------------------------------------------------------------- | ------------------------------ |
| A       | Transport de troupe aéroportée (Airborne paratroop transport)                         | Halifax A.VII                  |
| AEW     | Système de détection et de commandement aéroporté ( Airborne Early Warning)           | Sentry AEW.1                   |
| AH      | Hellicoptère armé (Army Helicopter)                                                   | Lynx AH.7                      |
| AL      | Avion de liaison (Army liaison)                                                       | Islander AL.1                  |
| AOP     | Avion d'observation (Airborn Observation Post)                                        | Auster AOP.9                   |
| AS      | Chasseur de sous-marin (Anti-submarine)                                               | Gannet AS.1                    |
| ASR     | Sauvetage en mer (Air-sea rescue)                                                     | Sea Otter ASR.II               |
| ASaC    | Surveillance aérienne (Airborne Surveillance and Control)                             | Sea King ASaC.7                |
| B       | Bombardier                                                                            | Vulcan B.2                     |
| B(I)    | Avion d'interdiction (Bomber interdictor)                                             | Canberra B(I).8                |
| B(K)    | Bombardier/avion ravitailleur (Bomber/tanker)                                         | Valiant B(K).1                 |
| B(PR)   | Bombardier/preneur de photo (Bomber/Photo Reconnaissance)                             | Valiant B(PR).1                |
| C       | Transport                                                                             | Hercules C.4                   |
| CC      | Transport de ligne (Communications transport)                                         | BAe 125 CC.3                   |
| COD     | Avion pratiquant le « Carrier onboard delivery »                                      | Gannet COD.4                   |
| D       | Drone (avion sans pilote)                                                             | Shelduck D.1                   |
| DW      | Dragage de mine sous marine (« Directional Wireless »)                                | Wellington DW.1                |
| E       | Électrique                                                                            | Canberra E.15                  |
| ECM     | Attaque contre les appareils radar ou électrique (Electronic Counter-Measures)        | Avenger ECM.6                  |
| F       | Chasseur (Fighter)                                                                    | Typhoon F.2                    |
| FA      | Chasseur d'Attaque (Fighter/attack)                                                   | Sea Harrier FA.2               |
| FAW     | Chasseur, tout temps (Fighter, All-Weather)                                           | Javelin FAW.9                  |
| FB      | Chasseur bombardier (Fighter Bomber)                                                  | Sea Fury FB.11                 |
| FG      | Chasseur d'attaque au sol (Fighter/Ground Attack)                                     | Phantom FG.1                   |
| FGA     | Chasseur d'attaque au sol (Fighter/Ground Attack)                                     | Hunter FGA.9 – remplacé par FG |
| FGR     | Chasseur d'attaque au sol et de reconnaissance (Fighter/Ground attack/Reconnaissance) | Phantom FGR.2                  |
| FR      | Chasseur de reconnaissance (Fighter/Reconnaissance)                                   | Hunter FR.10                   |
| FRS     | Chasseur de reconnaissance et d'attaque (Fighter/Reconnaissance/Strike)               | Sea Harrier FRS.1              |
| GA      | Attaque au sol (Ground Attack)                                                        | Hunter GA.11                   |
| GR      | Reconnaissance (General Reconnaissance) remplacé par MR                               | Lancaster GR.III               |
| GR      | Attaque au sol et reconnaissance (Ground attack/Reconnaissance)                       | Harrier GR 9                   |
| HAR     | Hélicoptère de sauvetage aérien (Helicopter, Air Rescue)                              | Sea King HAR.3                 |
| HAS     | Hélicoptère anti-sous-marin (Helicopter, Anti-Submarine)                              | Sea King HAS.2                 |
| HC      | Hélicoptère de transport (Helicopter, Cargo)                                          | Chinook HC.2                   |
| HCC     | Hélicoptère de ligne (Helicopter, Communications)                                     | Squirrel HCC.1                 |
| HF      | Chasseur de haute altitude (High-altitude fighter) seulement pour les Spitfire        | Spitfire HF.VII                |
| HM      | Hélicoptère maritime (Helicopter, maritime)                                           | Merlin HM.1                    |
| HMA     | Hélicoptère d'attaque naval (Helicopter, maritime attack)                             | Lynx HMA.8                     |
| HR      | Hélicoptère de sauvetage (Helicopter, Rescue)                                         | Dragonfly HR.5                 |
| HT      | Hélicoptère d'entrainement (Helicopter, Training)                                     | Griffin HT.1                   |
| HU      | Hélicoptère de servitude (Helicopter, Utility)                                        | Sea King HU.4                  |
| K       | Ravitaillement (Tanker)                                                               | VC10 K.4                       |
| KC      | Ravitaillement et transport de marchandise (Tanker / Cargo)                           | TriStar KC.1                   |
| L       | Chasseur de basse altitude (Low-altitude fighter) seulement pour les modèles Seafire  | Seafire L.III                  |
| LF      | Chasseur de basse altitude (Low-altitude fighter) seulement pour les Spitfire         | Spitfire LF.XVI                |
| Met     | Reconnaissance météorologique (Meteorological reconnaissance) remplacé par les W      | Hastings Met.1                 |
| MR      | Reconnaissance naval (Maritime Reconnaissance)                                        | Nimrod MR.2                    |
| MRA     | Reconnaissance naval et d'attaque (Maritime Reconnaissance and Attack)                | Nimrod MRA.4                   |
| NF      | Chasseur de nuit (night fighter)                                                      | Venom NF.2                     |
| PR      | Reconnaissance photographique (Photographic reconnaissance)                           | Canberra PR.9                  |
| R       | Reconnaissance (Reconnaissance)                                                       | Sentinel R.1                   |
| S       | Attaque avec des capacités nucléaire (Strike with nuclear capability)                 | Buccaneer S.2                  |
| SR      | Bombardier stratégique et de reconnaissance (Strategic Reconnaissance)                | Victor SR.2                    |
| T       | Entrainement (Traning)                                                                | Hawk T.1                       |
| TF      | Chasseur torpilleur (Torpedo Fighter)                                                 | Beaufighter TF.X               |
| TR      | Torpilleur et reconnaissance (Torpedo / Reconnaissance)                               | Sea Mosquito TR.33             |
| TT      | Remorqueur de cible (Target tug)                                                      | Canberra TT.18                 |
| TX      | Planeur d'entrainement (Training glider)                                              | Cadet TX.3                     |
| U       | Drone (avion sans pilote) remplacé par D                                              | Meteor U.15                    |
| W       | Recherche météorologique                                                              | Hercules W.2                   |

### Les numéros «Mark»
Le numéro mark apparaît dans l'entre-deux-guerres, il donne une précision au modèle de l'avion, il est souvent précédé par « Mark », « Mk. » ou « Mk » (ex : Fury Mk I). Les numéros Mark sont donnés de manière automatique à chaque nouvelle variante d'un modèle, un changement de numéro de Mark signifie d'importants changements comme un changement de moteur par exemple. Le numéro mark peut être associé à une lettre indiquant un changement mineur (ex : Bulldog Mk IIA). Parfois la lettre indique un changement de rôle, par exemple le Bleinheim Mk I, un bombardier, lorsqu'il sera modifié en chasseur longue portée portera la mention F (Bleinheim Mk IF). Quelquefois, plusieurs petits changements sur un avion font changer le numéro Mark, à l'image du Lancaster I dont les moteurs seront remplacés par des Packard-built Merlin qui utilisent un carburateur de chez Rolls-Royce différent de l'ancien moteur, il sera renommé Lancaster III. Ces deux avions sont identiques en apparence et en performance, mais d'un point de vue de la maintenance ils restent très différents et doivent être distingués par deux noms différents.  
Pendant la Seconde Guerre mondiale, les avions avaient la capacité de s’adapter à plusieurs rôles, par l'ajout d'emplacement pour des bombes, le changement d'armement ou autre. Le numéro Mark aura pour préfixe une lettre définissant le rôle précis de l'appareil. Par exemple lorsque le Defiant Mk I sera adapté en chasseur de nuit, il deviendra le Defiant NF Mk II, puis en tracteur de cible, Defiant TT Mk II. Quand les appareils sont modifiés pour l'appontage et prennent donc le suffixe Sea- le numéro Mark est remis à zéro, par exemple le Seafire Mk I est dérivé du Spitfire Mk V.
Lorsque de petits, mais importants changements sont opérés, on peut remarquer une mention « Series » ou « Srs. » juste après le numéro Mark, à l'image du Mosquito B Mk IV Series I et du Mosquito B Mk IV Series II. La mention « Series » peut être suivie d'une lettre, comme pour le Halifax Mk II Series IA.
Les variantes importées se retrouvent aussi dotées d'un numéro Mark (mais sans la mention du rôle précis). Les numéros Mark de ces avions commencent généralement à Mark 50. La version britannique du de Havilland Canada DHC-1 Chipmunk est désigné dans le service britannique comme le Chipmunk T.10. 
Jusqu'à fin 1942, la RAF utilise les chiffres romains pour les numéros Mark. De 1943 à 1948 s'ouvre une période de transition pendant laquelle les nouveaux avions reçoivent des chiffres arabes, néanmoins les anciens appareils gardent leur chiffre romain. À partir de 1948, les chiffres romains sont bannis. Le Sptitfire PR Mk XIX sera renommé PR Mk 19 après 1848. Avec ces changements, les variantes Sea- se sont approprié leurs propres numéros Mark, mais pas forcément le suivant, à l'image du Hawker Fury Mk Ia sa version navale sera nommée Sea Fury F.10 puis Sea Fury FB.11.

### Format de la désignation
Le système n'a été que très peu changé depuis 1948, on voit l'ajout de quelques nouveaux préfixes correspondant aux nouveaux rôles.
Par exemple, la première variante Lokheed Hercules en service dans la RAF était le Hercules C.1 (Cargo, Mark 1). Un seul sera adapté pour voler dans toutes les conditions, il sera nommé Hercules W.2. La version rallongée deviendra le Hercules C.3. Les avions avec une longue durée de vie, à mesure que leur rôle change au fil du temps, leur numéro de Mark et leur lettre change. La pratique de repartir à 1 pour les versions navales quand le nom changeait continue, par exemple pour le Harrier, sa version navale le Sea Harrier sera nommé FRS Mk 1. Tandis que les variantes navales dont le nom ne change pas comme pour le Lynx, la numération continue, la version navale est le Lynx HAS.2 qui fait suite à la version terrestre Lynx AH.1, seules les lettres changent. Dans le cas du Sea King, au début un avion de la marine, lorsqu'il sera utilisé par la RAF il gardera son nom et son numéro Mark.
Les numéros Mark après 1948 seront variablement écrits : en entier, par exemple le Hercules C Mk 3, en abréviation, Hercules C3, avec ou sans un point entre le préfixe et le numéro Mark. L'utilisation de « Mark » ou « Mk. » sera au fur et à mesure abandonnée.

## Les autres marques de désignations utilisées par les avions anglais

### Numéro de spécification
De 1920 à 1949, la plupart des avions reçoivent un numéro de spécification du ministère de l'Air. Les prototypes produits sous contrat sont référencés par le nom du constructeur et le numéro de spécification. S'il est validé, il recevra un nom de service. Par exemple, le Fairey 6/22, le 6e numéro de spécification délivré en 1922, sera validé et renommé Fairey Flycatcher. Plus tard, une lettre sera ajoutée au numéro de spécification pour identifier le type d'avion, par exemple le Bristol B.28/35, un bombardier, 28e numéro de l'année 1935, qui deviendra le Bristol Blenheim.

### Nomenclature des constructeurs
En 1910, le plus gros constructeur d'avion du British Army's Royal Flying Corps était la Royal Aircraft Factory. La Royal Aircraft Factory concevait des avions et les nommait en fonction de leur rôle prévu, par exemple le Royal Aircraft Factory S.E.5, où S.E. désigne Scouting Experimental ou reconnaissance expérimentale.
Quelques exemples de désignation de constructeur et de désignations de services correspondants :
- Avro 549A : Aldershot II ;
- Vickers VC10 Type 1180 : VC10 C1K ;
- Westland WAH-64 Apache : Apache AH1.

### Désignation américaine
Pour certains types d'appareil (par exemple le C-17, nommé C-17 Globemaster III dans la RAF) les Anglais utilisent la désignation américaine.
- Japanese military aircraft designation systems